# Райони Ростова-на-Дону
У цьому переліку представлені статистичні дані за площею території, чисельності населення та датою заснування 8 діючих районів Ростова-на-Дону.
Як джерело використані матеріали територіального органу Федеральної служби державної статистики і результати  перепису населення 2010 року: зведені показники по муніципальних утворень дано на 1 січня 2010 року, чисельність населення на 14 жовтня 2010 року.

## Список районів
| Пперша згадка | Назва району                            | Площа, км² | Населення тис. люд. |
| ------------- | --------------------------------------- | ---------- | ------------------- |
| 1985          | Ворошиловський                          | 38,0       | 212,708             |
| 1937          | Залізничний район                       | 69,0       | 103,206             |
| 1936          | Кіровський район                        | 18,6       | 65,990              |
| 1920          | Ленінський район                        | 13,0       | 78,502              |
| 1937          | Октябрський район                       | 49,5       | 160,577             |
| 1936          | Первомайський район                     | 44,1       | 176,352             |
| 1929          | Пролетарський район                     | 37,1       | 122,185             |
| 1973          | Совєтський район (в т.ч. Левенцовський) | 85,4       | 170,332             |